# Marko Marjanović
Marko Marjanović, född 24 november 1985, är en serbisk roddare.
Marjanović tävlade för Serbien vid olympiska sommarspelen 2016 i Rio de Janeiro, där han tillsammans med Andrija Šljukić slutade på 10:e plats i dubbelsculler.